# Signalerend object
Het Signalerend object is een vorm van kunst in de openbare ruimte in Amsterdam-Noord.

## Beeld

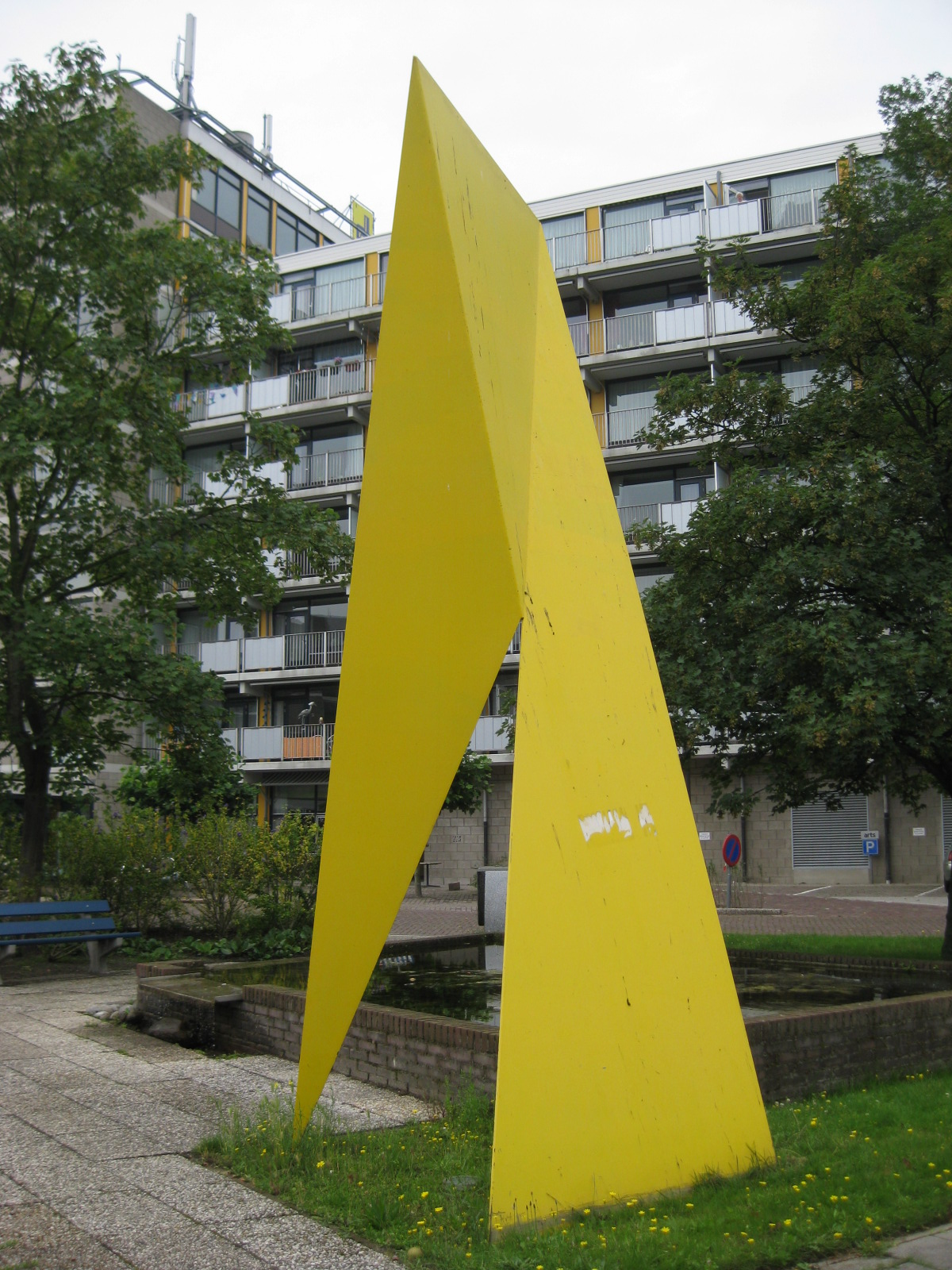
Signalerend object vanaf zijkant (augustus 2011)

Het beeld draagt allerlei signaturen van kunstenaar Cyril Lixenberg. Het is abstract, bestaat uit metaalplaten, heeft geometrische vormen en is opgetrokken in een primaire kleur. Het beeld stamt uit 1990 en is de opvolger van de Blauwe boog in Amsterdam Nieuw-West. Lixenberg bewerkte de staalplaten, laste, knipte en vervormde ze tot het uiteindelijk resultaat. Het driedimensionale object is samengesteld uit tweedimensionale delen, die door hun vervorming een ruimte in beslag nemen. Kees Keijer van Het Parool omschreef het in 2018 als een enorme origami. Vanaf de straat gezien lijkt het beeld zwaar en log, vanaf de zijkant gezien blijkt dat het voornamelijk lucht is.  
Wat het object moest/moet signaleren is onbekend gebleven. Het staat aan een vijver bij de in- en uitgang van verzorgingstehuis Eduard Douwes Dekker (ontwerp uit de jaren zeventig van  J.P. Kloos) aan de Schoenerstraat.